# Reaching for the Moon (single)
Reaching for the moon is een single van Sandra & Andres.
Reaching for the moon was opnieuw een cover van de songwriters Chip Taylor en Billy Vera. Het was eerder op plaat gezet door Vera en zijn toenmalige collegazangeres Judy Clay. De namen Judy en Billy uit het lied zijn aangepast tot Sandra en Andrew.
De B-kant Angel and a woman is geschreven door gitarist Pete Carr, uit het latere duo LeBlanc and Carr (1977), maar veel bekender door zijn werk met bijvoorbeeld Paul Simon en Barbra Streisand.
De arrangementen waren voor de eerste keer van Harry van Hoof, die ook leider was van het orkest. Het is daarbij te verwachten dat die taak werd vervuld door het Metropole Orkest waar Van Hoof toen aan verbonden was.
Reaching for the moon kreeg geen notering in de Daverende 30 of Nederlandse top 40.
Reaching for the Moon is tevens de titel van een lied geschreven door Irving Berlin, naar de gelijknamige film uit 1930.
Sandra Reemer

Al di là · Stille nacht, heilige nacht · 'k Zweef aan m'n ballonnetje · Gloria, gloria · Sluimer zacht · Singapura · Hoe leit dit kindeke · Mijn gitaar · Kopi susu · Als jij maar wacht · Een bos rozen · Heimwee · Mijn concert · Teddy song · Jij vergeet · Since you have gone · (I've got) A love like a rainbow · Simon Zealotes · Love me, honey · The party's over · Trust in me · This is your heartbeat · How little we know · Colorado · Nothing's gonna change · It hurts to be in love · America here I come · Indonesia · Get it on · Rien ne va plus · Fly like an angel · Gold · All out of love · Sleep with me tonight · Laughter in the rain · Goodnight, sweetheart, goodnight · Smoke gets in your eyes · La colegiala · For your love · He was the one · Love is cruel · Domenica · The last goodbye · Mensen zoals jij · Kom naar me toe · Alles wat ik wil · Een boom voor het leven · De mooiste droom is vogelvrij
Sandra en Andres

Storybook children · Somethin' in my heart · For the first time in my life · Reach for the moon · Let us pray together · Love is all around · Those words · Que je t'aime · Mary Madonna · Als het om de liefde gaat · Mama mia · Auntie · Aime-moi · Dzjing boem! · True love · You believed · Oh, nous sommes très amoureux
Dutch Divas

Work that body · From New York to L.A.